# Meister der unartigen Kinder
Als Meister der unartigen Kinder wird ein florentinischer Künstler der Renaissance bezeichnet, der im frühen 16. Jahrhundert eine Reihe von Terrakottafiguren geschaffen hat. Der namentlich nicht bekannte Meister erhielt seinen Notnamen nach einem von ihm bei diesen Figuren immer wieder verwendeten Motiv: Einzelne oder mehrere spielerisch unartige Kinderfiguren lãsst er im Umfeld der Hauptfigur „kleine Streiche“ ausüben.

## Werk
Da einige Figuren des Meisters der unartigen Kinder z. B. auch typische gleichartige Heiligenscheine oder Kopfbedeckungen haben, werden dem Meister neben mehreren Darstellungen der Jungfrau mit Jesuskind z. B. in Museen in Berlin und Amsterdam auch noch Exemplare einer von drei Kinderfiguren umgebenen Charitas wie z. B. im Londoner Viktoria und Albert Museum zugeschrieben. Bei den Marienfiguren entblößt beispielsweise das Jesuskind spielerisch die lebenspendende Brust der Madonna. Eine Reihe von Figuren von Flussgottheiten in Museen in Rhode Island und Detroit in den USA des auf Englisch Master of the Unruly Children bezeichneten Meisters werden wegen typischen Faltenwurfs ebenfalls zu seinem Werk gerechnet.

## Werkstatt-Fertigung
Es kann angenommen werden, dass der Meister der unartigen Kinder eine Werkstätte betrieben hat, die Figuren mit religiösem aber auch weltlichem Hintergrund in größerer Stückzahl herstellte. Terrakottafiguren der Renaissance sind auch von anderen Studios aus Florenz erhalten und können neben ihrer Verwendung unterschiedlicher Motive z. B. durch Brenntechnik oder Untersuchungen zur Konsistenz der Glasur voneinander unterschieden werden. Weiter ist zu erkennen, dass es sich bei solchen Figuren nicht um Vorlagen für größere Plastiken, sondern um Sammlerstücke für einen damaligen eigenen Markt handelt.

## Stil
Auch wenn das Werk des Meisters der unartigen Kinder nicht der Bedeutung anderer Kunstwerke der angehenden Renaissance nahekommt, so ist in ihm doch keine Massenware zu sehen. Es zeigt sich in seiner handwerklich gekonnten Darstellung von Bewegung, Faltenwurf und Gesamtkomposition die Hand eines erfahrenen und geschulten Künstlers. In den Figuren des Meisters klingen Plastiken bedeutender Künstler der italienischen Renaissance an. So lassen die Charitas-Figuren einen Einfluss Donatellos erkennen und allgemein ist im Werk der Einfluss von Verruchio oder Benedetto da Maiano zu erkennen.